# 후글컬처

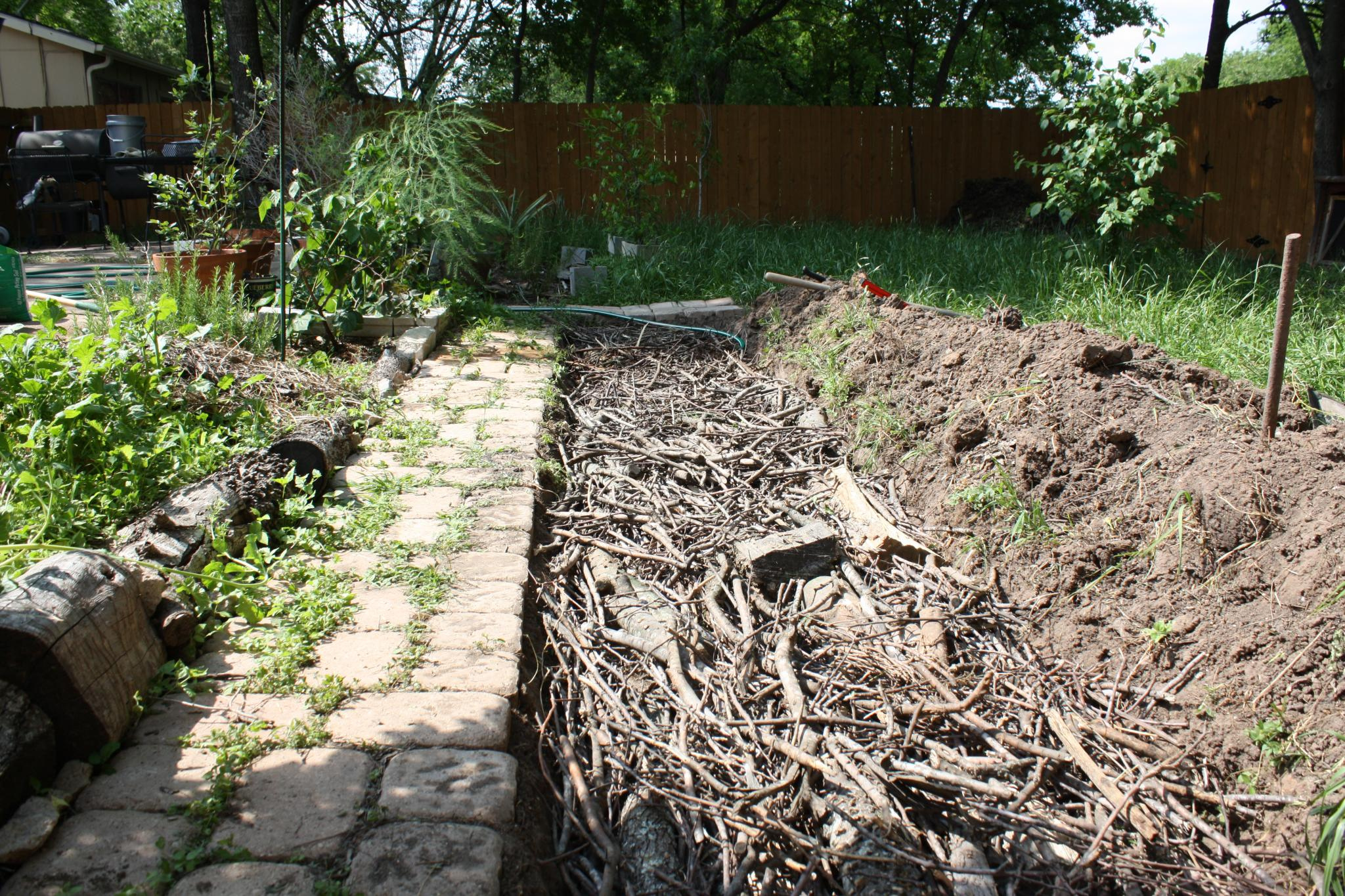
후글컬처의 모습

후글컬처(Hügelkultur, 독일어 발음: [ˈhyːɡl̩kʊlˌtuːɐ̯])는 썩어가는 나무 파편과 기타 퇴비화 가능한 바이오매스 식물 재료로 만들어진 마운드를 나중에(또는 즉시) 높은 화단으로 심는 원예 기술이다. 퍼머컬처 관행으로 간주되는 옹호자들은 이 기술이 토양비옥도, 수분 유지 및 토양 온난화를 개선하는 데 도움이 되어 그러한 둔덕 위나 근처에서 자라는 식물에 도움이 된다고 주장한다.

## 같이 보기
- 퇴비
- 수직농업